# Weinstadt

Weinstadt je grad otprilike 15 km istočno od Stuttgarta u njemačkoj saveznoj pokrajini Baden-Württemberg. Ova općina je osnovana kao prva u okviru teritorijalne reforme koja je započeta 1. siječnja 1975. godine. Novoosnovana općina je 9. ožujka 1976. godine dobila status grada. Danas je ova općina šesta po veličini u okrugu "Rems-Murr". 

## Geografija
Područje grada Weinstadta prostire se na obje strane rijeke Rems koja se desetak kilometara niže ulijeva u Neckar. Dio grada koji se zove Großheppach leži sjeverno, na desnoj obali rijeke dok su ostali dijelovi grada južno od rijeke. 
Weinstadt kao što mu i ime kaže je grad vina. Ovaj, i nekoliko sličnih manjih gradova u nizu u dolini rijeke Rems, imaju vrlo pogodne klimatske uvjete i uvjete zemljišta za pozamašnu proizvodnju vrlo kvalitetnih vina. Ova prostrana dolina omeđena je pitomim padinama brežuljaka visokih 200 - 350 metara koji prelaze u prostrane djelomično valovite platoe po kojima su razasuta vrlo urbanizirana sela. 
Južne i zapadne, suncem bogate padine ovih brežuljaka prekrivene su vrlo njegovanim prostranim vinogradima. Istočne i sjeverne padine pripadaju jednako dobro njegovanim voćnjacima pretežno jabuke. Prometna infrastruktura u vinogradima i voćnjacima je visoke kvalitete i vješto je projektirana da zadovolji potrebe rada u vinogradu, ali isto tako i rekreativne potrebe uvijek prisutnih šetača i biciklista. Vrhovi brežuljaka su uređeni kao divni vidikovci i odmorišta a među kojima je najljepši Schönbühl sto bi se moglo prevesti kao lijepi brežuljak. 

### Susjedne općine
Sljedeći gradovi i općine graniče s gradom: 
Kernen im Remstal, Waiblingen, Korb, Remshalden,  Winterbach, Baltmannsweiler i Aichwald.

### Gradski dijelovi
Weinstadt je podijeljen na sljedeće gradske četvrti:
- Beutelsbach (8.482 stanovnika)
- Endersbach (7.293 stanovnika)
- Großheppach (4.523 stanovnika)
- Schnait(3.262 stanovnika)
- Strümpfelbach (2.445 stanovnika)

- Grbovi gradskih dijelova
- Beutelsbach
- Endersbach
- Großheppach
- Schnait
- Strümpfelbach im Remstal

## Povijest
Weinstadt je nastao ujedinjavanjem ranije samostalnih općina Beutelsbach, Endersbach, Großheppach i Schnait. Već 1. siječnja 1973. Strümpfelbach se priključio Endersbachu. Zato još uvijek postoji pet različitih urbanih jezgara sa svojevrsnim gradskim centrima, iako su se zbog intenzivnog razvoja Beutelsbach i Endersbach u međuvremenu i urbano potpuno sjedinili. Novoosnovana općina je već tada imala 20.000 stanovnika. Bivše općine su stara württembergska naselja s dugom poviješću.

### Beutelsbach
Beutelsbach se po prvi put spominje 1080. godine i jedan je od najstarijih posjeda plemićke kuće Württemberg. Crkva Stiftskirche u Beutelsbachu bila je od tada i crkva u kojoj su pokopavani pripadnici plemićke obitelji Württemberg i to sve do 1311. kada je ona razrušena, a obitelj Württemberg preselila u Stuttgart.
U predpovijesti velike pobune seljaka i rata 1525. godine značajnu ulogu je imala pobunjenička organizacija pod imenom „Armen Konrad“ osnovana u Beutelsbachu 1514. godine.
Johann Conrad Wölflin, rođen 1729. godine je pradjed u šestoj generaciji 44. američkog predsjednika Baraka Obame, odrastao je Beutelsbachu.

### Endersbach
Endersbach se prvi put spominje 1278. kao Andrespach.  Endersbach se prvi put spominje u pisanim dokumentima 1278. kao Andrespach. Ipak arheološki nalazi govore da je na tom mjestu postojalo naselje još u kamenom dobu.

### Großheppach
Großheppach se u dokumentima prvi put spominje 1236. kao Hegnesbach.  Godine 1704.  Großheppach je na svojevrstan način postao i dio Evropske povijesti. U gostionici i prenocistu pod imenom «Gasthof Lamm», a u atmosferi takozvanog Rata za špansko naslijeđe,  došlo je 1704. godine do susreta velikih vojskovođe toga vremena: Eugena Savojskog (Princ Eugen von Savoyen) s hercogom von Marlborough i grofom Ludwigom von Baden. Radilo se o pripremama za poznatu Bitku kod Höchstädta i Blindheima. Spomenuta gostionica još uvijek postoji u autentičnoj zgradi iz tog vremena.

### Schnait
Schnait se prvi put u dokumentima spominje 1238. godine. 

### Strümpfelbach
Strümpfelbach se prvi put spominje 1265. kao Striumphilbach kada je i pripao obitelji Würtemberg.

### Religija
Naselja koja su utemeljila Weinstadt kao i čitav Württemberg su vrlo rano prihvatila reformaciju. Stotine godina čitavo ovo područje je bilo skoro isključivo protestantsko. Tek krajem 19. stoljeća, posebno u vrijeme izgradnje željezničke pruge došlo je do značajnijeg priliva katoličkog stanovništva iz Bavarske, te nakon Drugog svjetskog rata kada je došlo do značajnijeg priliva prognanika iz Poljske, Češke, Madžarske i Vojvodine.  Tako su 1956. godine izgrađene i prve katoličke crkve -  Svete Ane u Beutelsbachu i crkve Svetog Andrije u Enderscbachu. Naselje Schneit je dobilo svoju katoličku crkvu Svetoga Kriza 1971. godine, a tri godine kasnije počelo je bogoslužje u novoizgrađenoj crkvi Svetoga Stjepana u Großheppachu. Sve ove katoličke crkve pripadaju dekanatu Waiblingen

U Weinstadtu su prisutne i tzv. «slobodne crkve» kao na primjer baptisti, zatim Missionsgemeinde Weinstadt, Christus-Zentrum Weinstadt, Novoapostolska crkva te Jehovini svjedoci.

### Grb
Grb grada Weinstad pokazuje na gornjem – zlatnom dijelu štita jedan crni polegnuti jelenski rog, a na donjem – crnom dijelu štita kao kontrast jedan zlatni grozd. Grozd simbolizira tradiciju vinogradarstva, dok jelenji rog upućuje na dugu pripadnost ovoga područja posjedima Württemberga.

## Vanjske poveznice
- Službena stranica grada Weinstadta
- WeinstadtWiki – Wiki za Weinstadt i okolicu  Arhivirana inačica izvorne stranice od 24. kolovoza 2017. (Wayback Machine)